# Sebastián Lugo
Sebastián Lugo (Resistencia, Chaco, 26 de marzo de 1998) es un baloncestista argentino que se desempeña como alero en Regatas Corrientes de la Liga Nacional de Básquet de Argentina.

## Trayectoria
Lugo llegó a Quimsa proveniente de Hindú de Resistencia, luego de haber participado de un campus de reclutamiento organizado por la institución santiagueña.
En sus primeras temporadas en Quimsa actuó fundamentalmente en el equipo juvenil, disputando la Liga de Desarrollo (se consagró campeón del certamen en 2018) y la Liga 3x3. Hizo su debut con los profesionales el 10 de febrero de 2016 en un partido ante Obras Basket.
Sobre el final de la temporada 2020-21 fue cedido por Quimsa a Independiente BBC para jugar en La Liga Argentina, regresando unos meses después al club. Integró el plantel que obtuvo la Supercopa 2021 y que terminó como subcampeón de la temporada 2021-22 de la LNB. 
En julio de 2022 se unió a San Lorenzo. Jugó allí dos temporadas, actuando como titular en el equipo.
Lugo regresó al Hindú de Resistencia en agosto de 2024 para disputar el tramo inicial del Torneo Provincial Pre-Federal de Chaco.
Lugo arrancó la temporada 2024-25 en San Lorenzo, pero dejó el equipo en diciembre porque el club incumplió con su contrato. En consecuencia fichó con Regatas Corrientes.

### Clubes
Actualizado al 10 de enero de 2025

| Club                 | País      | Año             |
| -------------------- | --------- | --------------- |
| Quimsa               | Argentina | 2016 - 2021     |
| Independiente BBC    | Argentina | 2021            |
| Quimsa               | Argentina | 2021 - 2022     |
| San Lorenzo          | Argentina | 2022 - 2024     |
| Hindú de Resistencia | Argentina | 2024            |
| San Lorenzo          | Argentina | 2024            |
| Regatas Corrientes   | Argentina | 2025 - Presente |

## Selección nacional
Lugo formó parte del seleccionado universitario de Argentina que, en agosto de 2023, terminó cuarto en la Universiada de 2021.
En 2024 fue convocado para integrar un seleccionado de jóvenes talentos argentinos que enfrentó en un partido amistoso a Uruguay.